# Seishin
Seishin betekent geest, verstand. Het slaat op een zuivere Japanse geest. Hoe meer men dit heeft, hoe meer men toegewijd en volhard is en weerstandvermogen heeft des te zuiverder is de ziel.
Na 1970 maakten Japanse ondernemingen zich zorgen over de toenemende desinteresse van hun werknemers. Ze raden toen hun werknemers aan om seishin-trainingen te ondergaan. Op deze manier kon men het kwijnende enthousiasme te lijf gaan.
Via oefeningen die er op gericht zijn, met behulp van mentale en fysieke uitputting, ieder verzet tegen bevelen te breken, probeert men van de Japanse werknemer weer een volgzame werknemer te maken. Ook wordt Zen-meditatie en militaire dril toegepast. 
Het succes van de methodes ligt in het vermogen van de leerling om mentaal kalm te blijven, terwijl hij zich onvoorwaardelijk aan autoriteit van hogergeplaatsten onderwerpt.
Werknemers hebben goede redenen om vrijwillig dit soort trainingen te ondergaan en erg serieus te nemen. Bij een promotie worden de persoonlijke kwaliteiten van de werknemer geëvalueerd, waarbij bijzonder wordt gelet op de seishin-gerichtheid. Hoe hoger men klimt op de hiërarchische ladder hoe belangrijker de seishin-gerichtheid. Dit wordt ook wel de elite-route genoemd. Van hogergeplaatsten wordt verwacht dat zij de seishin normen en waarden naar beneden verspreiden.
Bedrijven hebben eigen seishin trainingscentra, vaak gelegen in de bergen, waar de werknemers in alle rust de trainingen kunnen ondergaan.
Seishin moet men zien als alternatief voor de propaganda van de Meijioligarchie voor 1945. Het past in de traditie van kokutai en Yamato gokoro. Het is een manier geweest om de Japanners hun unieke Japan-zijn terug te geven na de schande van het verlies van de Tweede Wereldoorlog.